# El Cerrito (San Diego)
El Cerrito es un barrio localizado en la región de mid-city de San Diego, California. El Cerrito es un barrio residencial, formado principalmente por casas suburbanas, con algunas actividades comerciales a lo largo de las calles que definen sus límites.

## Geografía
El Cerrito, como su nombre indica, está situado alrededor de una pequeña colina bordeada por Overlook Drive. Los límites del barrio están definidos por la Calle 54 hacia el oeste, El Cajón Boulevard hacia el norte, la Avenida College hacia el este y la Avenida University/Chollas Parkway hacia el sur.

## Educación
El Cerrito dispone de una escuela elemental, una escuela primaria, y una escuela de secundaria.
- Jackson Elementary School (Distrito Escolar Unificado de San Diego)
- Horace Mann Middle School (Distrito Escolar Unificado de San Diego)
- Will C. Crawford High School (Distrito Escolar Unificado de San Diego)